# Jonsbodtjärnen
Jonsbodtjärnen är en sjö i Sundsvalls kommun i Medelpad och ingår i Ljungans huvudavrinningsområde. Sjön är 10,5 meter djup, har en yta på 0,0863 kvadratkilometer och är belägen 253,2 meter över havet. Sjön avvattnas av vattendraget Lyngsterbäcken.

## Delavrinningsområde
Jonsbodtjärnen ingår i det delavrinningsområde (691094-155506) som SMHI kallar för Utloppet av Lyngstern. Medelhöjden är 232 meter över havet och ytan är 15,93 kvadratkilometer. Det finns inga avrinningsområden uppströms utan avrinningsområdet är högsta punkten. Lyngsterbäcken som avvattnar avrinningsområdet har biflödesordning 3, vilket innebär att vattnet flödar genom totalt 3 vattendrag innan det når havet efter 33 kilometer. Avrinningsområdet består mestadels av skog (86 procent). Avrinningsområdet har 0,44 kvadratkilometer vattenytor vilket ger det en sjöprocent på 2,7 procent.